# Sphenomorphus tenuiculus
Espèce
Synonymes
- Lygosoma tenuiculum Mocquard, 1890

Sphenomorphus tenuiculus est une espèce de sauriens de la famille des Scincidae.

## Répartition
Cette espèce est endémique de Bornéo. Elle se rencontre en Malaisie orientale et au Kalimantan en Indonésie.

## Publication originale
- Mocquard, 1890 : Recherches sur la faune herpétologique des Iles de Bornéo et de Palawan. Nouvelles archives du Museum d'histoire naturelle de Paris, sér. 3, vol. 2, p. 115–168 (texte intégral).